# Statistiche e record di Dominic Thiem
In questa pagina sono riportate le statistiche e i record realizzati da Dominic Thiem durante la carriera tennistica.
| Finali in carriera |                     |       |       |     |      |
| Specialità         | Categoria           | Vinte | Perse | Tot | V %  |
| Singolare          | Grande Slam         | 1     | 3     | 4   | 25%  |
| Singolare          | Olimpiadi estive    | –     | –     | –   | –    |
| Singolare          | Tour Finals         | 0     | 2     | 2   | 0%   |
| Singolare          | ATP Masters 1000    | 1     | 2     | 3   | 33%  |
| Singolare          | ATP Tour 500        | 5     | 1     | 6   | 83%  |
| Singolare          | ATP Tour 250        | 10    | 4     | 14  | 71%  |
| Singolare          | Totale              | 17    | 12    | 29  | 59%  |
| Doppio             | Grande Slam         | –     | –     | –   | –    |
| Doppio             | Olimpiadi estive    | –     | –     | –   | –    |
| Doppio             | Torneo di fine anno | –     | –     | –   | –    |
| Doppio             | ATP Masters 1000    | 0     | 1     | 1   | 0%   |
| Doppio             | ATP Tour 500        | –     | –     | –   | –    |
| Doppio             | ATP Tour 250        | 0     | 2     | 2   | 0%   |
| Doppio             | Coppa Davis         | –     | –     | –   | –    |
| Doppio             | Hopman Cup          | –     | –     | –   | –    |
| Doppio             | ATP Cup             | –     | –     | –   | –    |
| Doppio             | Laver Cup           | 2     | 0     | 2   | 100% |
| Doppio             | Totale              | 2     | 3     | 5   | 40%  |
| Totale             | Totale              | 19    | 15    | 34  | 56%  |

## Statistiche

### Singolare

#### Vittorie (17)
| Legenda              |
| Grande Slam (1)      |
| ATP Tour Finals (0)  |
| ATP Masters 1000 (1) |
| ATP Tour 500 (5)     |
| ATP Tour 250 (10)    |

| N.  | Data              | Torneo                                     | Superficie  | Avversario in finale  | Punteggio                  |
| 1.  | 23 maggio 2015    | Open de Nice Côte d'Azur, Nizza            | Terra rossa | Leonardo Mayer        | 6(8)–7, 7–5, 7–6(2)        |
| 2.  | 26 luglio 2015    | Croatia Open Umag, Umago                   | Terra rossa | João Sousa            | 6–4, 6–1                   |
| 3.  | 2 agosto 2015     | Swiss Open Gstaad, Gstaad                  | Terra rossa | David Goffin          | 7–5, 6–2                   |
| 4.  | 14 febbraio 2016  | Argentina Open, Buenos Aires               | Terra rossa | Nicolás Almagro       | 7–6(2), 3–6, 7–6(4)        |
| 5.  | 27 febbraio 2016  | Abierto Mexicano de Tenis, Acapulco        | Cemento     | Bernard Tomić         | 7–6(6), 4–6, 6–3           |
| 6.  | 21 maggio 2016    | Open de Nice Côte d'Azur, Nizza (2)        | Terra rossa | Alexander Zverev      | 6–4, 3–6, 6–0              |
| 7.  | 13 giugno 2016    | Stuttgart Open, Stoccarda                  | Erba        | Philipp Kohlschreiber | 6(2)–7, 6–4, 6–4           |
| 8.  | 26 febbraio 2017  | Rio Open, Rio de Janeiro                   | Terra rossa | Pablo Carreño Busta   | 7–5, 6–4                   |
| 9.  | 18 febbraio 2018  | Argentina Open, Buenos Aires (2)           | Terra rossa | Aljaž Bedene          | 6–2, 6–4                   |
| 10. | 26 maggio 2018    | Open Parc Auvergne-Rhône-Alpes Lyon, Lione | Terra rossa | Gilles Simon          | 3–6, 7–6(2), 6–1           |
| 11. | 23 settembre 2018 | St. Petersburg Open, San Pietroburgo       | Cemento (i) | Martin Kližan         | 6–3, 6–1                   |
| 12. | 17 marzo 2019     | Indian Wells Open, Indian Wells            | Cemento     | Roger Federer         | 3–6, 6–3, 7–5              |
| 13. | 28 aprile 2019    | Barcelona Open, Barcellona                 | Terra rossa | Daniil Medvedev       | 6–4, 6–0                   |
| 14. | 3 agosto 2019     | Austrian Open, Kitzbühel                   | Terra rossa | Albert Ramos Viñolas  | 7–6(0), 6–1                |
| 15. | 6 ottobre 2019    | China Open, Pechino                        | Cemento     | Stefanos Tsitsipas    | 3–6, 6–4, 6–1              |
| 16. | 27 ottobre 2019   | Vienna Open, Vienna                        | Cemento (i) | Diego Schwartzman     | 3–6, 6–4, 6–3              |
| 17. | 13 settembre 2020 | US Open, New York                          | Cemento     | Alexander Zverev      | 2–6, 4–6, 6–4, 6–3, 7–6(6) |

#### Finali perse (12)
| Legenda              |
| Grande Slam (3)      |
| ATP Tour Finals (2)  |
| ATP Masters 1000 (2) |
| ATP Tour 500 (1)     |
| ATP Tour 250 (4)     |

| N.  | Data              | Torneo                                                 | Superficie  | Avversario in finale  | Punteggio               |
| 1.  | 2 agosto 2014     | Austrian Open, Kitzbühel                               | Terra rossa | David Goffin          | 6–4, 1–6, 3–6           |
| 2.  | 1º maggio 2016    | Internazionali di Tennis di Baviera, Monaco di Baviera | Terra rossa | Philipp Kohlschreiber | 6(7)–7, 6–4, 6(4)–7     |
| 3.  | 25 settembre 2016 | Moselle Open, Metz                                     | Cemento (i) | Lucas Pouille         | 6(5)–7, 2–6             |
| 4.  | 30 aprile 2017    | Barcelona Open, Barcellona                             | Terra rossa | Rafael Nadal          | 4–6, 1–6                |
| 5.  | 14 maggio 2017    | Madrid Open, Madrid                                    | Terra rossa | Rafael Nadal          | 6(8)–7, 4–6             |
| 6.  | 13 maggio 2018    | Madrid Open, Madrid (2)                                | Terra rossa | Alexander Zverev      | 4–6, 4–6                |
| 7.  | 10 giugno 2018    | Open di Francia, Parigi                                | Terra rossa | Rafael Nadal          | 4–6, 3–6, 2–6           |
| 8.  | 9 giugno 2019     | Open di Francia, Parigi (2)                            | Terra rossa | Rafael Nadal          | 3–6, 7–5, 1–6, 1–6      |
| 9.  | 17 novembre 2019  | ATP Finals, Londra                                     | Cemento (i) | Stefanos Tsitsipas    | 7–6(6), 2–6, 6(4)–7     |
| 10. | 2 febbraio 2020   | Australian Open, Melbourne                             | Cemento     | Novak Đoković         | 4–6, 6–4, 6–2, 3–6, 4–6 |
| 11. | 22 novembre 2020  | ATP Finals, Londra (2)                                 | Cemento (i) | Daniil Medvedev       | 6–4, 6(2)–7, 4–6        |
| 12. | 5 agosto 2023     | Austrian Open, Kitzbühel (2)                           | Terra rossa | Sebastián Báez        | 3–6, 1–6                |

### Doppio

#### Finali perse (3)
| Legenda              |
| Grande Slam (0)      |
| ATP Tour Finals (0)  |
| ATP Masters 1000 (1) |
| ATP Tour 500 (0)     |
| ATP Tour 250 (2)     |

| N. | Data             | Torneo                       | Superficie  | Compagno          | Avversario in finale             | Punteggio        |
| 1. | 23 luglio 2016   | Austrian Open, Kitzbühel     | Terra rossa | Dennis Novak      | Wesley Koolhof Matwé Middelkoop  | 6–2, 3–6, [9–11] |
| 2. | 17 febbraio 2019 | Argentina Open, Buenos Aires | Terra rossa | Diego Schwartzman | Máximo González Horacio Zeballos | 1–6, 1–6         |
| 3. | 12 maggio 2019   | Madrid Open, Madrid          | Terra rossa | Diego Schwartzman | Jean-Julien Rojer Horia Tecău    | 2–6, 3–6         |

### Tornei minori

#### Singolare

##### Vittorie (7)
| Legenda tornei minori |
| Challenger (2)        |
| Futures (5)           |

| N. | Data              | Torneo                                       | Superficie  | Avversario in finale | Punteggio           |
| 1. | 13 maggio 2012    | Czech Republic F1, Teplice                   | Terra rossa | Marc Rath            | 6–2, 6–4            |
| 2. | 25 novembre 2012  | Morocco F9, Fès                              | Terra rossa | Alberto Brizzi       | 6–3, 6–1            |
| 3. | 2 dicembre 2012   | Morocco F10, Oujda                           | Terra rossa | Riccardo Bellotti    | 7–6(4), 6–1         |
| 4. | 31 marzo 2013     | Croatia F6, Orsera                           | Terra rossa | Pere Riba            | 2–6, 6–3, 3–1, rit. |
| 5. | 25 agosto 2013    | Italy F22, Este                              | Terra rossa | Norbert Gombos       | 6–1, 6–4            |
| 6. | 22 settembre 2013 | Morocco Tennis Tour - Kenitra, Kenitra       | Terra rossa | Tejmuraz Gabašvili   | 7–6(4), 5–1, rit.   |
| 7. | 2 novembre 2013   | Morocco Tennis Tour - Casablanca, Casablanca | Terra rossa | Potito Starace       | 6–2, 7–5            |

##### Finali perse (7)
| Legenda tornei minori |
| Challenger (2)        |
| Futures (5)           |

| N. | Data              | Torneo                         | Superficie         | Avversario in finale | Punteggio     |
| 1. | 13 novembre 2011  | Turkey F31, Adalia             | Terra rossa        | Stefan Seifert       | 6–3, 5–7, 3–6 |
| 2. | 15 luglio 2012    | Czech Republic F4, Prostějov   | Terra rossa indoor | Jiří Veselý          | 4–6, 4–6      |
| 3. | 24 marzo 2013     | Croatia F5, Rovigno            | Terra rossa        | Miloslav Mečíř Jr.   | 5–5, rit.     |
| 4. | 19 maggio 2013    | Czech Republic F1, Most        | Terra rossa        | Norbert Gombos       | 6–4, 2–6, 2–6 |
| 5. | 21 luglio 2013    | Italy F17, Modena              | Terra rossa        | Marco Cecchinato     | 3–6, 4–6      |
| 6. | 1º settembre 2013 | Città di Como Challenger, Como | Terra rossa        | Pablo Carreño Busta  | 2–6, 7–5, 0–6 |
| 7. | 18 settembre 2022 | Open de Rennes, Rennes         | Cemento            | Ugo Humbert          | 3–6, 0–6      |

## Risultati in progressione

### Singolare
| V | F | SF | QF | #T | RR | Q# | A | Z# | PO | O | F-A | SF-B | ND |

(V) Torneo vinto; raggiunto (F) finale, (SF) semifinale, (QF) quarti di finale, (#T) turni 4, 3, 2, 1; (RR) round - robin; (Q#) Turno di qualificazione; (A) assente dal torneo; (Z#) Zona gruppo Coppa Davis/Fed Cup (con indicazione numero); (PO) play-off Coppa Davis o Fed Cup; vinto un (O) oro, (F-A) argento o (SF-B) bronzo ai Giochi Olimpici; (ND) torneo non disputato.
Statistiche aggiornate al Vienna Open 2024.
| Torneo                | 2010          | 2011          | 2012          | 2013          | 2014          | 2015          | 2016          | 2017          | 2018          | 2019          | 2020          | 2021          | 2022          | 2023          | 2024          | Titoli       | V-S          | V%           |
| Grande Slam           |               |               |               |               |               |               |               |               |               |               |               |               |               |               |               |              |              |              |
| Australian Open       | A             | A             | A             | A             | 2T            | 1T            | 3T            | 4T            | 4T            | 2T            | F             | 4T            | A             | 1T            | 1T            | 0 / 10       | 19–10        | 66%          |
| Roland Garros         | A             | A             | A             | A             | 2T            | 2T            | SF            | SF            | F             | F             | QF            | 1T            | 1T            | 1T            | Q2            | 0 / 10       | 28–10        | 74%          |
| Wimbledon             | A             | A             | A             | A             | 1T            | 2T            | 2T            | 4T            | 1T            | 1T            | ND            | A             | A             | 1T            | A             | 0 / 7        | 5–7          | 42%          |
| US Open               | A             | A             | A             | A             | 4T            | 3T            | 4T            | 4T            | QF            | 1T            | V             | A             | 1T            | 2T            | 1T            | 1 / 10       | 23–9         | 72%          |
| Vittorie-Sconfitte    | -             | -             | -             | -             | 5–4           | 4–4           | 11–4          | 14–4          | 13–4          | 7–4           | 17–2          | 3–2           | 0–2           | 1-4           | 0–2           | 1 / 38       | 75–36        | 68%          |
| ATP Finals            |               |               |               |               |               |               |               |               |               |               |               |               |               |               |               |              |              |              |
| ATP Finals            | NQ            | NQ            | NQ            | NQ            | NQ            | NQ            | RR            | RR            | RR            | F             | F             | NQ            | NQ            | NQ            | NQ            | 0 / 5        | 9–10         | 47%          |
| Vittorie-Sconfitte    | -             | -             | -             | -             | -             | -             | 1–2           | 1–2           | 1–2           | 3–2           | 3–2           | -             | -             | -             | -             | 0 / 5        | 9–10         | 47%          |
| Nazionale e Laver Cup |               |               |               |               |               |               |               |               |               |               |               |               |               |               |               |              |              |              |
| Giochi Olimpici       | Non disputati | Non disputati | A             | Non disputati | Non disputati | Non disputati | A             | Non disputati | Non disputati | Non disputati | Non disputati | A             | Non disputati | Non disputati | A             | 0 / 0        | 0–0          | -            |
| Coppa Davis           | A             | A             | A             | A             | Z1            | Z1            | Z1            | Z1            | PO            | PO            | ND            | A             | A             | GM I          | GM I          | 0 / 0        | 10–6         | 63%          |
| ATP Cup               | Non disputata | Non disputata | Non disputata | Non disputata | Non disputata | Non disputata | Non disputata | Non disputata | Non disputata | Non disputata | RR            | RR            | A             | Non disputata | Non disputata | 0 / 2        | 2–3          | 40%          |
| United Cup            | Non disputata | Non disputata | Non disputata | Non disputata | Non disputata | Non disputata | Non disputata | Non disputata | Non disputata | Non disputata | Non disputata | Non disputata | Non disputata | A             | A             | 0 / 0        | 0–0          | -            |
| Laver Cup             | Non disputata | Non disputata | Non disputata | Non disputata | Non disputata | Non disputata | Non disputata | V             | A             | V             | ND            | A             | A             | A             | A             | 2 / 2        | 2–1          | 67%          |
| Vittorie-Sconfitte    | -             | -             | -             | -             | 0–1           | 0–2           | 2–0           | 3–0           | 4–0           | 2–2           | 1–2           | 1–1           | -             | 0–2           | 1–0           | 0 / 4        | 14–10        | 58%          |
| ATP Tour Masters 1000 |               |               |               |               |               |               |               |               |               |               |               |               |               |               |               |              |              |              |
| Indian Wells          | A             | A             | A             | A             | 3T            | 1T            | 4T            | QF            | 3T            | V             | ND            | A             | A             | 1T            | A             | 1 / 7        | 13–6         | 68%          |
| Miami                 | A             | A             | A             | A             | 2T            | QF            | 4T            | 2T            | A             | 2T            | ND            | A             | A             | 1T            | A             | 0 / 6        | 7–6          | 55%          |
| Monte Carlo           | A             | A             | A             | A             | 1T            | 1T            | 3T            | 3T            | QF            | 3T            | ND            | A             | A             | 2T            | Q1            | 0 / 7        | 7–7          | 50%          |
| Madrid                | A             | A             | A             | A             | 3T[1]         | A             | 1T            | F             | F             | SF            | ND            | SF            | 1T            | 2T            | Q2            | 0 / 8        | 17–7         | 73%          |
| Roma                  | A             | A             | A             | A             | A             | 3T            | QF            | SF            | 2T            | 2T            | A             | 3T            | 1T            | A             | A             | 0 / 7        | 9–7          | 58%          |
| Montréal/Toronto      | A             | A             | A             | A             | 1T            | 1T            | 2T            | 2T            | 2T            | QF            | ND            | A             | A             | A             | A             | 0 / 6        | 2–6          | 25%          |
| Cincinnati            | A             | A             | A             | A             | 1T            | 1T            | QF            | QF            | A             | A             | 2T            | A             | A             | A             | A             | 0 / 5        | 3–5          | 50%          |
| Shanghai              | A             | A             | A             | A             | 2T            | 2T            | A             | 2T            | 2T            | QF            | Non disputato | Non disputato | Non disputato | A             | A             | 0 / 5        | 4–5          | 44%          |
| Parigi                | A             | A             | A             | A             | 2T            | 2T            | 2T            | 3T            | SF            | 3T            | A             | A             | A             | 2T            | A             | 0 / 7        | 8–7          | 53%          |
| Vittorie–Sconfitte    | 0–0           | 0–0           | 0–0           | 0–0           | 7–7           | 8–8           | 10–8          | 14–9          | 10–7          | 14–7          | 0–1           | 4–2           | 0–2           | 3–5           | 0–0           | 1 / 58       | 70–56        | 56%          |
| ATP Tour 500          |               |               |               |               |               |               |               |               |               |               |               |               |               |               |               |              |              |              |
| Rotterdam             | A             | A             | A             | A             | 2T            | 2T            | A             | QF            | A             | A             | A             | A             | A             | A             | A             | 0 / 3        | 4–3          | 57%          |
| Dubai                 | A             | A             | A             | A             | A             | 1T            | A             | A             | A             | A             | A             | 2T            | A             | A             | A             | 0 / 2        | 0–2          | 0%           |
| Rio de Janeiro        | Non disputato | Non disputato | Non disputato | Non disputato | A             | A             | SF            | V             | QF            | 1T            | QF            | ND            | A             | 1T            | A             | 1 / 6        | 12–5         | 70%          |
| Acapulco              | A             | A             | A             | A             | Q2            | A             | V             | QF            | QF            | A             | A             | A             | A             | A             | A             | 1 / 3        | 9–2          | 82%          |
| Barcellona            | A             | A             | A             | A             | 3T            | 1T            | A             | F             | QF            | V             | ND            | A             | A             | A             | A             | 1 / 5        | 13–4         | 76%          |
| Halle                 | ATP 250       | ATP 250       | ATP 250       | ATP 250       | ATP 250       | 1T            | SF[1]         | 2T            | 2T            | A             | ND            | A             | A             | 1T            | A             | 0 / 5        | 4–5          | 50%          |
| Amburgo               | A             | A             | A             | A             | 3T            | A             | A             | A             | QF            | QF            | A             | A             | A             | A             | A             | 0 / 3        | 6–3          | 67%          |
| Washington            | A             | A             | A             | A             | A             | A             | A             | 3T            | A             | A             | ND            | A             | A             | A             | A             | 0 / 1        | 1–1          | 50%          |
| Pechino               | A             | A             | A             | A             | A             | 1T            | 1T            | A             | A             | V             | Non disputato | Non disputato | Non disputato | A             | A             | 1 / 3        | 5–2          | 71%          |
| Tokyo                 | A             | A             | A             | A             | 1T            | A             | A             | 1T            | A             | A             | Non disputato | Non disputato | A             | A             | A             | 0 / 2        | 0–2          | 0%           |
| Vienna                | ATP 250       | ATP 250       | ATP 250       | ATP 250       | ATP 250       | 1T            | 2T            | 2T            | QF            | V             | QF            | A             | 2T            | 1T            | 1T            | 1 / 9        | 12–8         | 60%          |
| Basilea               | A             | A             | A             | A             | 1T            | 2T            | A             | A             | A             | A             | Non disputato | Non disputato | A             | A             | A             | 0 / 2        | 1–2          | 33%          |
| Valencia              | A             | A             | Q1            | A             | A             | 250           | Non disputato | Non disputato | Non disputato | Non disputato | Non disputato | Non disputato | Non disputato | Non disputato | Non disputato | 0 / 0        | 0–0          | 0%           |
| Vittorie–Sconfitte    | 0–0           | 0–0           | 0–0           | 0–0           | 5–5           | 2–8           | 11–4          | 16–6          | 11–6          | 17–2          | 4–2           | 0–1           | 1–1           | 0–3           | 0–1           | 5 / 44       | 67–39        | 63%          |
| ATP Tour 250          |               |               |               |               |               |               |               |               |               |               |               |               |               |               |               |              |              |              |
| Doha                  | A             | A             | A             | A             | 1T            | A             | A             | A             | SF[1]         | 1T            | A             | QF            | A             | A             | A             | 0 / 4        | 4–3          | 57%          |
| Adelaide              | Non disputato | Non disputato | Non disputato | Non disputato | Non disputato | Non disputato | Non disputato | Non disputato | Non disputato | Non disputato | A             | ND            | A             | Q1            | A             | 0 / 0        | 0–0          | 0%           |
| Brisbane              | A             | A             | A             | A             | A             | A             | SF            | QF            | A             | A             | Non disputato | Non disputato | Non disputato | Non disputato | 1T            | 0 / 3        | 4–3          | 57%          |
| Sydney                | A             | A             | A             | A             | A             | A             | 2T            | QF            | A             | A             | Non disputato | Non disputato | A             | A             | ND            | 0 / 2        | 1–2          | 33%          |
| Auckland              | A             | A             | A             | A             | A             | 1T            | A             | A             | A             | A             | A             | Non disputato | Non disputato | A             | A             | 0 / 1        | 0–1          | 0%           |
| Sofia                 | Non disputato | Non disputato | Non disputato | Non disputato | Non disputato | Non disputato | A             | 2T            | A             | A             | A             | A             | A             | Non disputato | Non disputato | 0 / 1        | 0–1          | 0%           |
| Buenos Aires          | A             | A             | A             | A             | A             | A             | V             | A             | V             | SF            | A             | A             | A             | 2T            | A             | 2 / 4        | 12–2         | 92%          |
| Marsiglia             | A             | A             | A             | A             | A             | QF            | A             | A             | A             | A             | A             | A             | A             | A             | A             | 0 / 1        | 2–1          | 67%          |
| Santiago del Cile     | A             | A             | A             | A             | A             | A             | A             | A             | A             | A             | A             | A             | A             | 1T            | A             | 0 / 1        | 0–1          | 0%           |
| Marrakech             | A             | A             | A             | Q3[2]         | A             | A             | A             | A             | A             | A             | Non disputato | Non disputato | A             | A             | A             | 0 / 0        | 0–0          | 0%           |
| Belgrado              | A             | A             | A             | Non disputato | Non disputato | Non disputato | Non disputato | Non disputato | Non disputato | Non disputato | Non disputato | A             | 1T            | Non disputato | Non disputato | 0 / 1        | 0–1          | 0%           |
| Bucarest              | A             | A             | A             | Q1            | A             | A             | A             | A             | Non disputato | Non disputato | Non disputato | Non disputato | Non disputato | Non disputato | Non disputato | 0 / 0        | 0–0          | 0%           |
| Estoril               | A             | A             | A             | A             | A             | A             | A             | A             | A             | A             | ND            | A             | 1T            | QF            | 2T            | 0 / 3        | 3–3          | 50%          |
| Monaco di Baviera     | A             | A             | A             | A             | A             | QF            | F             | A             | A             | A             | ND            | A             | A             | QF            | 1T            | 0 / 4        | 7–4          | 64%          |
| Ginevra               | Non disputato | Non disputato | Non disputato | Non disputato | Non disputato | Non disputato | A             | A             | A             | A             | ND            | A             | 1T            | A             | A             | 0 / 1        | 0–1          | 0%           |
| Nizza                 | A             | A             | A             | A             | 2T            | V             | V             | Non disputato | Non disputato | Non disputato | Non disputato | Non disputato | Non disputato | Non disputato | Non disputato | 2 / 3        | 10–1         | 91%          |
| Lione                 | Non disputato | Non disputato | Non disputato | Non disputato | Non disputato | Non disputato | Non disputato | A             | V             | A             | ND            | 2T            | A             | A             | A             | 1 / 2        | 4–1          | 80%          |
| Stoccarda             | A             | A             | A             | A             | A             | 1T            | V             | A             | A             | A             | ND            | A             | A             | A             | A             | 1 / 2        | 4–1          | 80%          |
| Queen's               | A             | A             | A             | A             | 1T            | ATP 500       | ATP 500       | ATP 500       | ATP 500       | ATP 500       | ATP 500       | ATP 500       | ATP 500       | ATP 500       | ATP 500       | 0 / 1        | 0–1          | 0%           |
| Maiorca               | Non disputato | Non disputato | Non disputato | Non disputato | Non disputato | Non disputato | Non disputato | Non disputato | Non disputato | Non disputato | Non disputato | 2T            | A             | A             | 1T            | 0 / 2        | 0–2          | 0%           |
| Nottingham            | Non disputato | Non disputato | Non disputato | Non disputato | Non disputato | 3T            | A             | Non disputato | Non disputato | Non disputato | Non disputato | Non disputato | Non disputato | Non disputato | Non disputato | 0 / 1        | 1–1          | 50%          |
| Antalya               | Non disputato | Non disputato | Non disputato | Non disputato | Non disputato | Non disputato | Non disputato | 2T            | A             | A             | ND            | A             | Non disputato | Non disputato | Non disputato | 0 / 1        | 0–1          | 0%           |
| Båstad                | A             | A             | A             | A             | A             | A             | A             | A             | A             | A             | ND            | A             | QF            | A             | A             | 0 / 1        | 2–1          | 66%          |
| Umago                 | A             | A             | A             | A             | A             | V             | A             | A             | A             | A             | ND            | A             | A             | 2T            | A             | 1 / 2        | 5–1          | 83%          |
| Gstaad                | A             | A             | A             | A             | 1T            | V             | A             | A             | A             | A             | ND            | A             | SF            | 2T            | 1T            | 1 / 5        | 8–4          | 67%          |
| Kitzbuhel             | Ch            | 1T            | 1T            | QF            | F             | SF            | 2T            | A             | 2T            | V             | A             | A             | QF            | F             | 1T            | 1 / 11       | 18–10        | 64%          |
| Winston-Salem         | A             | A             | Q2            | A             | A             | A             | A             | A             | A             | A             | ND            | A             | 3T            | A             | A             | 0 / 1        | 2–1          | 67%          |
| Metz                  | A             | A             | A             | A             | A             | A             | F             | A             | A             | A             | ND            | A             | 2T            | 2T            | A             | 0 / 3        | 5–3          | 63%          |
| San Pietroburgo       | A             | A             | A             | A             | A             | SF            | A             | A             | V             | A             | 500           | A             | Non disputato | Non disputato | Non disputato | 1 / 2        | 6–1          | 86%          |
| Bangkok               | A             | 1T            | A             | A             | Non disputato | Non disputato | Non disputato | Non disputato | Non disputato | Non disputato | Non disputato | Non disputato | Non disputato | Non disputato | Non disputato | 0 / 1        | 0–1          | 0%           |
| Chengdu               | Non disputato | Non disputato | Non disputato | Non disputato | Non disputato | Non disputato | QF            | 2T            | A             | A             | Non disputato | Non disputato | Non disputato | A             | A             | 0 / 2        | 1–2          | 33%          |
| Tel Aviv              | Non disputato | Non disputato | Non disputato | Non disputato | Non disputato | Non disputato | Non disputato | Non disputato | Non disputato | Non disputato | Non disputato | Non disputato | 2T            | Non disputato | Non disputato | 0 / 1        | 1–1          | 50%          |
| Gijón                 | Non disputato | Non disputato | Non disputato | Non disputato | Non disputato | Non disputato | Non disputato | Non disputato | Non disputato | Non disputato | Non disputato | Non disputato | SF            | ND            | A             | 0 / 1        | 3–1          | 75%          |
| Anversa               | Non disputato | Non disputato | Non disputato | Non disputato | Non disputato | Non disputato | A             | A             | A             | A             | A             | A             | SF            | 2T            | A             | 0 / 2        | 4–2          | 75%          |
| Vienna                | Q1            | 2T            | 2T            | QF            | 1T            | ATP 500       | ATP 500       | ATP 500       | ATP 500       | ATP 500       | ATP 500       | ATP 500       | ATP 500       | ATP 500       | ATP 500       | 0 / 4        | 4–4          | 50%          |
| Vittorie–Sconfitte    | 0–0           | 1–3           | 1–2           | 4–2           | 5–6           | 21–7          | 23–6          | 2–5           | 15–1          | 6–2           | 0–0           | 1–3           | 17–11         | 13–9          | 1–6           | 10 / 74      | 111–63       | 64%          |
| Statistiche Carriera  |               |               |               |               |               |               |               |               |               |               |               |               |               |               |               |              |              |              |
|                       | 2010          | 2011          | 2012          | 2013          | 2014          | 2015          | 2016          | 2017          | 2018          | 2019          | 2020          | 2021          | 2022          | 2023          | 2024          | Titoli       | V–S          | V %          |
| Tornei giocati        | 0             | 3             | 2             | 2             | 23            | 29            | 27            | 27            | 23            | 21            | 7             | 8             | 16            | 22            | 9             | 219          | 219          | 219          |
| Titoli                | 0             | 0             | 0             | 0             | 0             | 3             | 4             | 1             | 3             | 5             | 1             | 0             | 0             | 0             | 0             | 17           | 17           | 17           |
| Finali                | 0             | 0             | 0             | 0             | 1             | 3             | 6             | 3             | 5             | 7             | 3             | 0             | 0             | 1             | 0             | 29           | 29           | 29           |
| Cemento V-S           | 0-0           | 1–2           | 1–1           | 2–1           | 10–14         | 14–16         | 26–15         | 22–19         | 23–10         | 26–11         | 19–7          | 5–4           | 11–7          | 6–11          | 1–4           | 6 / 116      | 167–122      | 58%          |
| Terra V-S             | 0-0           | 0–1           | 0–1           | 2–1           | 12–7          | 20–8          | 25–7          | 24–5          | 30–8          | 23–7          | 6–2           | 4–4           | 7–9           | 13–11         | 1–4           | 10 / 84      | 167–75       | 70%          |
| Erba V-S              | 0-0           | 0–0           | 0–0           | 0–0           | 0–2           | 2–4           | 7–2           | 4–3           | 1–2           | 0–1           | 0–0           | 0–1           | 0–0           | 0–2           | 0–1           | 1 / 19       | 14–18        | 44%          |
| Totale V-S            | 0-0           | 1–3           | 1–2           | 4–2           | 22–23         | 36–28         | 58–24         | 50–27         | 54–20         | 49–19         | 25–9          | 9–9           | 18–16         | 19–24         | 2–9           | 348–215      | 348–215      | 348–215      |
| Vittorie %            | 0%            | 25%           | 33%           | 67%           | 49%           | 56%           | 71%           | 64%           | 73%           | 73%           | 73%           | 50%           | 53%           | 44%           | 18%           | 61,81%       | 61,81%       | 61,81%       |
| Ranking fine anno     | 921T          | 638           | 309           | 139           | 39            | 20            | 8             | 5             | 8             | 4             | 3             | 15            | 102           | 98            |               | 30 312 316 $ | 30 312 316 $ | 30 312 316 $ |

- [1] Il walkover non viene contato nelle statistiche.
- [2] Giocato a Casablanca

### Doppio
| Tornei Grande Slam         |               |               |         |               |               |               |               |         |               |               |         |     |
| Australian Open, Melbourne | A             | 1T            | 2T      | Assente       | Assente       | Assente       | Assente       | Assente | Assente       | Assente       | Assente | 1-2 |
| Open di Francia, Parigi    | 1T            | 1T            | 1T      | Assente       | Assente       | Assente       | Assente       | Assente | Assente       | Assente       | Assente | 0-3 |
| Wimbledon, Londra          | 2T            | Assente       | Assente | Assente       | Assente       | Assente       | ND            | Assente | Assente       | Assente       | Assente | 1-1 |
| US Open, New York          | 2T            | 1T            | 2T      | Assente       | Assente       | Assente       | Assente       | Assente | Assente       | Assente       | Assente | 2-3 |
| Vittorie-Sconfitte         | 2-3           | 0-3           | 2-3     | 0-0           | 0-0           | 0-0           | 0-0           | 0-0     | 0-0           | 0-0           | 0-0     | 4-9 |
| Giochi Olimpici            |               |               |         |               |               |               |               |         |               |               |         |     |
| Giochi Olimpici            | Non disputati | Non disputati | A       | Non disputati | Non disputati | Non disputati | Non disputati | A       | Non disputati | Non disputati | A       | 0-0 |
| Vittorie-Sconfitte         | Non disputati | Non disputati | 0-0     | Non disputati | Non disputati | Non disputati | Non disputati | 0-0     | Non disputati | Non disputati | 0-0     | 0-0 |

## Testa a testa con altri giocatori

### Testa a testa con giocatori classificati top 10
Testa a testa di Thiem contro giocatori che si sono classificati n°10 o superiore nella classifica del ranking mondiale
in grassetto i giocatori ancora in attività
| Giocatore                               | Periodo   | Incontri | Record  | V%   | Cemento     | Erba        | Terra         | Ultimo incontro                                                          |
| --------------------------------------- | --------- | -------- | ------- | ---- | ----------- | ----------- | ------------- | ------------------------------------------------------------------------ |
| Giocatori classificati n°1 del ranking  |           |          |         |      |             |             |               |                                                                          |
| Thomas Muster                           | 2011      | 1        | 1–0     | 100% | 1–0         | –           | –             | Vinto (6–2, 6–3) Vienna 2011 1º Turno                                    |
| Roger Federer                           | 2016–2019 | 7        | 5–2     | 71%  | 2–2         | 1–0         | 2–0           | Vinto (7–5, 7–5) ATP Finals 2019 Round Robin                             |
| Daniil Medvedev                         | 2018–2022 | 6        | 3–3     | 50%  | 2–3         | –           | 1–0           | Perso (3–6, 3–6) Vienna 2022 2º Turno                                    |
| Novak Đoković                           | 2014–2020 | 12       | 5–7     | 42%  | 2–4         | –           | 3–3           | Vinto (7–5, 610–7, 7–65) ATP Finals 2020 Semifinale                      |
| Andy Murray                             | 2014–2022 | 5        | 2–3     | 40%  | 1–2         | –           | 1–1           | Perso (3–6, 4–6) Madrid 2022 1º Turno                                    |
| Rafael Nadal                            | 2014–2024 | 16       | 6–10    | 38%  | 2–2         | –           | 4–8           | Perso (5-7, 1-6) Brisbane 1º Turno                                       |
| Giocatori classificati n°2 del ranking  |           |          |         |      |             |             |               |                                                                          |
| Casper Ruud                             | 2020      | 1        | 1–0     | 100% | –           | –           | 1–0           | Vinto (6–4, 6–3, 6–1) Open di Francia 2020 3º Turno                      |
| Alexander Zverev                        | 2016–2023 | 12       | 8–4     | 65%  | 4–1         | 0–1         | 4–2           | Perso (3–6, 4–6) Halle 2023 1º Turno                                     |
| Giocatori classificati n°3 del ranking  |           |          |         |      |             |             |               |                                                                          |
| Marin Čilić                             | 2016–2022 | 5        | 4–1     | 80%  | 3–1         | –           | 1–0           | Perso (7–66, 2–6, 4–6) Tel Aviv 2022 2º Turno                            |
| Stefanos Tsitsipas                      | 2018–2023 | 11       | 5–6     | 50%  | 4–3         | 0–1         | 1–2           | Perso (65–7, 4–6) Vienna 2023 1º Turno                                   |
| Milos Raonic                            | 2016–2019 | 4        | 2–2     | 50%  | 2–2         | –           | –             | Vinto (7–65, 5–7, 6–4) Parigi 2019 2º Turno                              |
| David Ferrer                            | 2018      | 2        | 1–1     | 50%  | 0–1         | –           | 1–0           | Perso (3–6, 3–6) Cincinnati 2017 Quarti di finale                        |
| Grigor Dimitrov                         | 2016–2022 | 7        | 3–4     | 43%  | 2–4         | –           | 1–0           | Vinto (0–6, 4–2, rit.) Winston-Salem 2019 2º Turno                       |
| Stan Wawrinka                           | 2014–2023 | 5        | 2–3     | 40%  | 1–2         | –           | 1–1           | Vinto (3–6, 6–3, 7-5) Parigi 2023 1º Turno                               |
| Juan Martín del Potro                   | 2016–2018 | 4        | 0–4     | 0%   | 0–3         | –           | 0–1           | Perso (2–6, 67–7) Acapulco 2018 Quarti di finale                         |
| Giocatori classificati n°4 del ranking  |           |          |         |      |             |             |               |                                                                          |
| Kei Nishikori                           | 2015–2018 | 5        | 2–3     | 40%  | 1–1         | 0–1         | 1–1           | Vinto (6–1, 6–4) ATP Finals 2018 Round Robin                             |
| Tomáš Berdych                           | 2014–2017 | 2        | 0–2     | 0%   | 0–1         | 0–1         | –             | Perso (3–6, 7–61, 3–6, 6–3, 3–6) Wimbledon 2017 4º Turno                 |
| Holger Rune                             | 2023      | 2        | 0–2     | 0%   | 0–1         | –           | 0–1           | Perso (4–6, 2–6) Parigi 2023 2º Turno                                    |
| Giocatori classificati n°5 del ranking  |           |          |         |      |             |             |               |                                                                          |
| Taylor Fritz                            | 2017–2023 | 5        | 3–2     | 60%  | 3–1         | –           | 0–1           | Perso (3–6, 4–6) Monaco di Baviera 2023 Quarti di finale                 |
| Andrej Rublëv                           | 2017–2023 | 7        | 2–5     | 29%  | 1–4         | –           | 1–1           | Perso (3-6, 4–6, 2–6) Australian Open 2023 1º Turno                      |
| Jo-Wilfried Tsonga                      | 2013–2019 | 3        | 1–2     | 33%  | 1–2         | –           | –             | Vinto (6–4, 7–62) Vienna 2019 1º Turno                                   |
| Kevin Anderson                          | 2014–2018 | 9        | 2–7     | 22%  | 1–7         | –           | 1–0           | Perso (3–6, 610–7) ATP Finals 2018 Round Robin                           |
| Tommy Robredo                           | 2014      | 1        | 0–1     | 0%   | 0–1         | –           | –             | Perso (4–6, 68–7) Miami 2014 1º Turno                                    |
| Giocatori classificati n°6 del ranking  |           |          |         |      |             |             |               |                                                                          |
| Gaël Monfils                            | 2015–2020 | 6        | 6–0     | 100% | 3–0         | –           | 3–0           | Vinto (6–2, 6–4, 6–4) Australian Open 2020 4º Turno                      |
| Félix Auger-Aliassime                   | 2020-2024 | 2        | 1–1     | 50%  | 1–1         | –           | –             | Perso (3-6, 5-7, 7-65, 7-5, 3-6) Australian Open 2024 1º Turno           |
| Gilles Simon                            | 2014–2019 | 11       | 9–2     | 82%  | 6–1         | 1–0         | 2–1           | Vinto (6–3, 6–1) Indian Wells 2019 3º Turno                              |
| Matteo Berrettini                       | 2018–2022 | 6        | 2–4     | 33%  | 1–3         | –           | 1–1           | Perso (1–6, 4–6) Gstaad 2022 Semifinale                                  |
| Giocatori classificati n°7 del ranking  |           |          |         |      |             |             |               |                                                                          |
| Richard Gasquet                         | 2015–2024 | 6        | 3–3     | 60%  | 2–2         | –           | 1–1           | Perso (4–6, 66–7) Estoril 2º Turno                                       |
| David Goffin                            | 2014–2017 | 10       | 3–7     | 30%  | 1–4         | 0–1         | 2–2           | Perso (4–6, 1–6) ATP Finals 2017 Round Robin                             |
| Fernando Verdasco                       | 2014–2017 | 5        | 1–4     | 20%  | 1–1         | 0–1         | 0–2           | Vinto (4–6, 7–5, 6–4) Vienna 2019 2º Turno                               |
| Giocatori classificati n°8 del ranking  |           |          |         |      |             |             |               |                                                                          |
| Michail Južnyj                          | 2016–2018 | 2        | 2–0     | 100% | –           | 2–0         | –             | Vinto (7–65, 6–2) Halle 2018 2º Turno                                    |
| Janko Tipsarević                        | 2017      | 1        | 1–0     | 100% | –           | –           | 1–0           | Vinto (6–4, 7–5) Rio de Janeiro 2017 1º Turno                            |
| Radek Štěpánek                          | 2014      | 1        | 1–0     | 100% | –           | –           | 1–0           | Vinto (6–4, 6–4) Barcellona 2014 1º Turno                                |
| Jack Sock                               | 2015–2020 | 5        | 4–1     | 80%  | 3–1         | –           | 1–0           | Vinto (6–1, 6–3, 7–66) Open di Francia 2020 2º Turno                     |
| John Isner                              | 2015–2021 | 4        | 3–1     | 75%  | 1–1         | –           | 2–0           | Vinto (3–6, 6–3, 6–4) Madrid 2021 Quarti di finale                       |
| Diego Schwartzman                       | 2015–2020 | 9        | 6–3     | 67%  | 3–1         | –           | 3–2           | Perso (61–7, 7–5, 7–66, 65–7, 2–6) Open di Francia 2020 Quarti di finale |
| Karen Chačanov                          | 2018–2019 | 3        | 2–1     | 67%  | 1–1         | –           | 1–0           | Vinto (2–6, 7–65, 7–5) Pechino 2019 Semifinale                           |
| Cameron Norrie                          | 2018–2021 | 2        | 1–1     | 50%  | 1–0         | –           | 0–1           | Perso (3–6, 2–6) Lione 2021 2º Turno                                     |
| Jürgen Melzer                           | 2013–2016 | 2        | 1–1     | 50%  | –           | –           | 1–1           | Perso (3–6, 5–7) Kitzbühel 2016 2º Turno                                 |
| Marcos Baghdatis                        | 2018      | 1        | 0–1     | 0%   | –           | 0–1         | –             | Perso (4–6, 5–7, 0–2, rit.) Wimbledon 2018 1º Turno                      |
| Giocatori classificati n°9 del ranking  |           |          |         |      |             |             |               |                                                                          |
| Nicolás Almagro                         | 2016      | 2        | 2–0     | 100% | 1–0         | –           | 1–0           | Vinto (7–62, 3–6, 7–64) Buenos Aires 2016 Finale                         |
| Fabio Fognini                           | 2015–2022 | 5        | 3–2     | 60%  | 1–0         | –           | 2–2           | Perso (4–6, 6–75) Roma 2022 1º Turno                                     |
| Roberto Bautista Agut                   | 2015–2022 | 6        | 2–4     | 33%  | 1–4         | –           | 1–0           | Vinto (7–65, 3–6, 6–4) Båstad 2022 2º Turno                              |
| Hubert Hurkacz                          | 2019–2022 | 4        | 1–3     | 25%  | 1–3         | –           | –             | Vinto (3–6, 7–69, 7–64) Anversa 2022 Quarti di finale                    |
| Giocatori classificati n°10 del ranking |           |          |         |      |             |             |               |                                                                          |
| Denis Shapovalov                        | 2018–2019 | 3        | 3–0     | 100% | 3–0         | –           | –             | Vinto (6–4, 5–7, [13–11]) Laver Cup 2019 Round Robin                     |
| Juan Mónaco                             | 2014      | 1        | 1–0     | 100% | –           | –           | 1–0           | Vinto (6–3, 6–1) Kitzbühel 2014 Semifinale                               |
| Pablo Carreño Busta                     | 2015–2022 | 8        | 7–1     | 88%  | 4–1         | –           | 3–0           | Perso (5–7, 1–6, 7–5, 3–6) US Open 2022 1º Turno                         |
| Ernests Gulbis                          | 2014–2015 | 4        | 3–1     | 75%  | 2–1         | –           | 1–0           | Perso (6–3, 68–7, 1–6) Montréal 2015 1º Turno                            |
| Lucas Pouille                           | 2015–2016 | 2        | 0–2     | 0%   | 0–1         | –           | 0–1           | Perso (65–7, 2–6) Metz 2016 Finale                                       |
| Totale                                  | 2011–2023 | 233      | 124–109 | 54%  | 69–70 (50%) | 4–6 (44,4%) | 51–34 (61,4%) | * Statistiche aggiornate al 24 ottobre 2023.                             |

### Vittorie contro top 10 per stagione
| Anno     | 2010 | 2011 | 2012 | 2013 | 2014 | 2015 | 2016 | 2017 | 2018 | 2019 | 2020 | 2021 | 2022 | Totale |
| -------- | ---- | ---- | ---- | ---- | ---- | ---- | ---- | ---- | ---- | ---- | ---- | ---- | ---- | ------ |
| Vittorie | 0    | 0    | 0    | 0    | 1    | 0    | 5    | 4    | 5    | 9    | 8    | 0    | 0    | 32     |

| Anno | N.                     | Avversario        | Ranking                         | Torneo                        | Superficie     | Turno                    | Punteggio      |
| 2014 | 1.                     | Stan Wawrinka     | 3                               | Madrid Open, Madrid           | Terra rossa    | 2T                       | 1–6, 6–2, 6–4  |
| 2016 | 2.                     | Rafael Nadal      | 5                               | Argentina Open, Buenos Aires  | Terra rossa    | SF                       | 6–4, 4–6, 7–64 |
| 2016 | 3.                     | David Ferrer      | 6                               | Rio Open, Rio de Janeiro      | Terra rossa    | QF                       | 6–3, 6–2       |
| 2016 | 4.                     | Roger Federer     | 2                               | Internazionali d'Italia, Roma | Terra rossa    | 3T                       | 7–62, 6–4      |
| 2016 | 5.                     | Roger Federer (2) | 3                               | Mercedes Cup, Stoccarda       | Erba           | SF                       | 3–6, 7–67, 6–4 |
| 2016 | 6.                     | Gaël Monfils      | 6                               | ATP Finals, Londra            | Cemento indoor | RR                       | 6–3, 1–6, 6–4  |
| 2017 |                        |                   |                                 |                               |                |                          |                |
| 7.   | Andy Murray            | 1                 | Barcelona Open, Barcellona      | Terra rossa                   | SF             | 6–2, 3–6, 6–4            |                |
| 8.   | Rafael Nadal (2)       | 4                 | Internazionali d'Italia, Roma   | Terra rossa                   | QF             | 6–4, 6–3                 |                |
| 9.   | Novak Đoković          | 2                 | Open di Francia, Parigi         | Terra rossa                   | QF             | 7–65, 6–3, 6–0           |                |
| 10.  | Pablo Carreño Busta    | 10                | ATP Finals, Londra              | Cemento indoor                | RR             | 6–3, 3–6, 6–4            |                |
| 2018 |                        |                   |                                 |                               |                |                          |                |
| 11.  | Rafael Nadal (3)       | 1                 | Madrid Open, Madrid             | Terra rossa                   | QF             | 7–5, 6–3                 |                |
| 12.  | Kevin Anderson         | 8                 | Madrid Open, Madrid             | Terra rossa                   | SF             | 6–4, 6–2                 |                |
| 13.  | Alexander Zverev       | 3                 | Open di Francia, Parigi         | Terra rossa                   | QF             | 6–4, 6–2, 6–1            |                |
| 14.  | Kevin Anderson (2)     | 5                 | US Open, New York               | Cemento                       | 4T             | 7–5, 6–2, 7–62           |                |
| 15.  | Kei Nishikori          | 9                 | ATP Finals, Londra              | Cemento indoor                | RR             | 6–1, 6–4                 |                |
| 2019 |                        |                   |                                 |                               |                |                          |                |
| 16.  | Roger Federer (3)      | 4                 | Indian Wells Open, Indian Wells | Cemento                       | F              | 3–6, 6–3, 7–5            |                |
| 17.  | Rafael Nadal (4)       | 2                 | Barcelona Open, Barcellona      | Terra rossa                   | SF             | 6–4, 6–4                 |                |
| 18.  | Roger Federer (4)      | 3                 | Madrid Open, Madrid             | Terra rossa                   | QF             | 3–6, 7–611, 6–4          |                |
| 19.  | Novak Đoković (2)      | 1                 | Open di Francia, Parigi         | Terra rossa                   | SF             | 6–2, 3–6, 7–5, 5–7, 7–5  |                |
| 20.  | Karen Chačanov         | 9                 | China Open, Pechino             | Cemento                       | SF             | 2–6, 7–65, 7–5           |                |
| 21.  | Stefanos Tsitsipas     | 7                 | China Open, Pechino             | Cemento                       | F              | 3–6, 6–4, 6–1            |                |
| 22.  | Roger Federer (5)      | 3                 | ATP Finals, Londra              | Cemento indoor                | RR             | 7–5, 7–5                 |                |
| 23.  | Novak Đoković (3)      | 2                 | ATP Finals, Londra              | Cemento indoor                | RR             | 65–7, 6–3, 7–65          |                |
| 24.  | Alexander Zverev (2)   | 7                 | ATP Finals, Londra              | Cemento indoor                | SF             | 7–5, 6–3                 |                |
| 2020 |                        |                   |                                 |                               |                |                          |                |
| 25.  | Gaël Monfils (2)       | 10                | Australian Open, Melbourne      | Cemento                       | 4T             | 6–2, 6–4, 6–4            |                |
| 26.  | Rafael Nadal (5)       | 1                 | Australian Open, Melbourne      | Cemento                       | QF             | 7–63, 7–64, 4–6, 7–66    |                |
| 27.  | Alexander Zverev (3)   | 7                 | Australian Open, Melbourne      | Cemento                       | SF             | 3–6, 6–4, 7–63, 7–64     |                |
| 28.  | Daniil Medvedev        | 5                 | US Open, New York               | Cemento                       | SF             | 6–2, 7–67, 7–64          |                |
| 29.  | Alexander Zverev (4)   | 7                 | US Open, New York               | Cemento                       | F              | 2–6, 4–6, 6–4, 6–3, 7–66 |                |
| 30.  | Stefanos Tsitsipas (2) | 6                 | ATP Finals, Londra              | Cemento indoor                | RR             | 7–65, 4–6, 6–3           |                |
| 31.  | Rafael Nadal (6)       | 2                 | ATP Finals, Londra              | Cemento indoor                | RR             | 7–67, 7–64               |                |
| 32.  | Novak Đoković (4)      | 1                 | ATP Finals, Londra              | Cemento indoor                | SF             | 7–5, 610–7, 7–65         |                |

## Testa di serie nei tornei del Grande Slam
I tornei vinti da Thiem sono in grassetto.
| Legenda (Slam vinti/ numero volte) |
| ---------------------------------- |
| Testa di serie n°1 (0 / 0)         |
| Testa di serie n°2 (1 / 1)         |
| Testa di serie n°3 (0 / 2)         |
| Testa di serie n°4–10 (0 / 16)     |
| Testa di serie n°11–32 (0 / 4)     |
| Non testa di serie/WC (0 / 12)     |

| Anno | Australian Open    | Roland Garros      | Wimbledon            | US Open            |
| ---- | ------------------ | ------------------ | -------------------- | ------------------ |
| 2014 | Qualificato        | Non testa di serie | Non testa di serie   | Non testa di serie |
| 2015 | Non testa di serie | Non testa di serie | 32                   | 20                 |
| 2016 | 19                 | 13                 | 8                    | 8                  |
| 2017 | 8                  | 6                  | 8                    | 6                  |
| 2018 | 5                  | 7                  | 7                    | 9                  |
| 2019 | 7                  | 4                  | 5                    | 4                  |
| 2020 | 5                  | 3                  | Torneo non disputato | 2                  |
| 2021 | 3                  | 4                  | Non giocato          | Non giocato        |
| 2022 | Non giocato        | Non testa di serie | Non giocato          | Non testa di serie |
| 2023 | Non testa di serie | Non testa di serie | Non testa di serie   | Non testa di serie |
| 2024 | Non testa di serie | Non giocato        | Non giocato          | Non testa di serie |

## Guadagni ATP
Aggiornato al 15 gennaio 2023 
| Anno   | Grandi Slam | ATP Tour | Totale | Guadagni Totali |
| ------ | ----------- | -------- | ------ | --------------- |
| 2010   | 0           | 0        | 0      | 1635 $          |
| 2011   | 0           | 0        | 0      | 30599 $         |
| 2012   | 0           | 0        | 0      | 29407 $         |
| 2013   | 0           | 0        | 0      | 69679 $         |
| 2014   | 0           | 0        | 0      | 754480 $        |
| 2015   | 0           | 3        | 3      | 1123706 $       |
| 2016   | 0           | 4        | 4      | 2880363 $       |
| 2017   | 0           | 1        | 1      | 3715629 $       |
| 2018   | 0           | 3        | 3      | 4587253 $       |
| 2019   | 0           | 5        | 5      | 7255505 $       |
| 2020   | 1           | 0        | 1      | 6030757 $       |
| 2021   | 0           | 0        | 0      | 698642 $        |
| 2022   | 0           | 0        | 0      | 421123 $        |
| 2023   | 0           | 0        | 0      | 1815 $          |
| Totale | 1           | 16       | 17     | 29284703 $      |